# Zgornje Partinje
Zgornje Partinje – wieś w Słowenii, w gminie Sveti Jurij v Slovenskih goricah. W 2018 roku liczyła 572 mieszkańców.